# تاريخ إيطاليا العسكري
يغطي تاريخ إيطاليا العسكري فترة زمنية واسعة تمتد من الإطاحة بتاركوينيوس سوبربوس في 509 قبل الميلاد عبر الإمبراطورية الرومانية وتوحيد إيطاليا وحتى العصر الحديث. كانت شبه الجزيرة الإيطالية مركزًا للصراع العسكري على مر التاريخ الأوروبي: ولهذا السبب، تتمتع إيطاليا بتقاليد عسكرية طويلة. وتحتل إيطاليا اليوم المركز الثامن من حيث مؤشر القوة العسكرية.

## إيطاليا القديمة
في القرن الثامن قبل الميلاد، شاركت مجموعة من القبائل الإيطالية (اللاتينيون في الغرب، والسابيون في الوادي الأعلى لنهر التيبر، والأمبريون في الشمال الشرقي، والسامنيوم في الجنوب، والأسكان وغيرهم) شبه الجزيرة الإيطالية مع مجموعتين عرقيتين كبيرتين: الإتروسكان في الشمال، واليونانيون في الجنوب.
استقر الإتروسكان (Etrusci or Tusci باللاتينية) شمال روما في إتروريا (لاتسيو الشمالية الحديثة وتوسكانا وجزء من أومبريا). وقد أسسوا مدنًا مثل تاركوينيا وفيو وفولتيرا، وأثروا بشدة على الثقافة الرومانية، ويتضح ذلك من الأصل الإتروسكي لبعض الملوك الرومان الأسطوريين. فقدت أصول الإتروسكان في عصور ما قبل التاريخ. ولا يملك المؤرخون عنهم أدبًا ولا نصوص دينية أو فلسفية. لذلك فإن الكثير مما هو معروف عن هذه الحضارة مستمد من موجودات المقابر والأضرحة.
كان الإيطالقيون يحبون الحرب مثل الإتروسكان (في الأصل تطورت عروض المصارعة (الغلادياتر) من العادات الجنائزية الإتروسكية). كان لدى الإيطالقيين والإتروسكان تقليد عسكري كبير. بالإضافة إلى تحديد رتبة وسلطة بعض الأفراد في ثقافتهم، كانت الحرب نعمة اقتصادية كبيرة لحضارتهم. شن الإيطالقيون والإتروسكيون حملاتهم خلال أشهر الصيف، مثل العديد من المجتمعات القديمة، بهدف مداهمة المناطق المجاورة، في محاولة للاستيلاء على الأراضي ومكافحة القرصنة / اللصوصية وكوسيلة للحصول على موارد قيمة مثل الأرض والهيبة والسلع. ومن المحتمل أيضًا أن الأفراد الذين كانوا يؤسرون في المعارك يعادون إلى عائلاتهم وعشائرهم بأثمان باهظة.
أسس الإغريق العديد من المستعمرات في جنوب إيطاليا (والتي أطلق عليها الرومان فيما بعد ماجنا غراسيا «اليونان الكبرى»)، مثل كوماي ونابولي وتارانتو، وكذلك في الثلثين الشرقيين من صقلية، بين عامي 750 و550 قبل الميلاد.
بعد عام 650 قبل الميلاد، هيمن الإتروسكان في وسط إيطاليا، وتوسعوا شمال إيطاليا لتأسيس مدن مثل موتينا (مودينا الحالية) وفيلسينا (بولونيا الحالية). زعم التقليد الروماني أن روما كانت تحت سيطرة سبعة ملوك «إتروسكان» من 753 حتى 509 قبل الميلاد بدايةً من رومولوس الأسطوري الذي قيل إنه مع أخيه ريموس قد أسسا مدينة روما.
كان يُطلق على الجزء الشمالي من إيطاليا اسم غاليا كيسالبينا بسبب وجود قبائل كلتية فيها والتأثير القوي الذي كان لديهم على المنطقة. استوطنت شعوب غير كلتية مثل الليغوريين في الجزء الغربي، وقدماء الفينيتو في الشرق، الذين كانوا يشكلون غالبية سكان غاليا كيسالبينا أيضًا، على الرغم من أنهم تأثروا كثيرًا بالكلت في ثقافتهم، ولم تكن الحرب استثناءً. شن الليغوريون حروبهم بشكل رئيسي عن طريق الكمائن وكانت أسلحتهم مشابهة جدًا للأسلحة الكلتية؛ وكانت حروب الفينيتو المبكرة في الواقع مشابهة جدًا للحروب الإيطالقية، واليونانية، والإيليرية (مثل الهوبليت والتشكيلة السلامية)، ولكن لاحقًا ظهر استخدام الأسلحة والتكتيكات الكلتية النموذجية.
لم تكن هذه القبائل العديدة متحدة وغالبًا ما اختلفت أو حتى اشتبكت مع بعضها البعض. كانت الحرب القبلية سمة منتظمة للمجتمعات الكلتية، إذ استُخدمت الحرب لممارسة السيطرة السياسية ومضايقة المنافسين، من أجل ميزة اقتصادية، وفي بعض الحالات لغزو الأراضي. مثال في هذه المنطقة كان القتال بين الإنسوبر الكلتيين والتاوريني (الليغوريين) الذي تدخل فيه حنبعل، عندما ذهب إلى إيطاليا بعد عبوره جبال الألب مباشرة. كان الكلت في كيسالبينا والليغوريون يعتبرون مرتزقة الحروب في العالم القديم، إلى أن أصبحوا تحت حكم روما بين القرنين الثالث والثاني قبل الميلاد.

## معرض صور

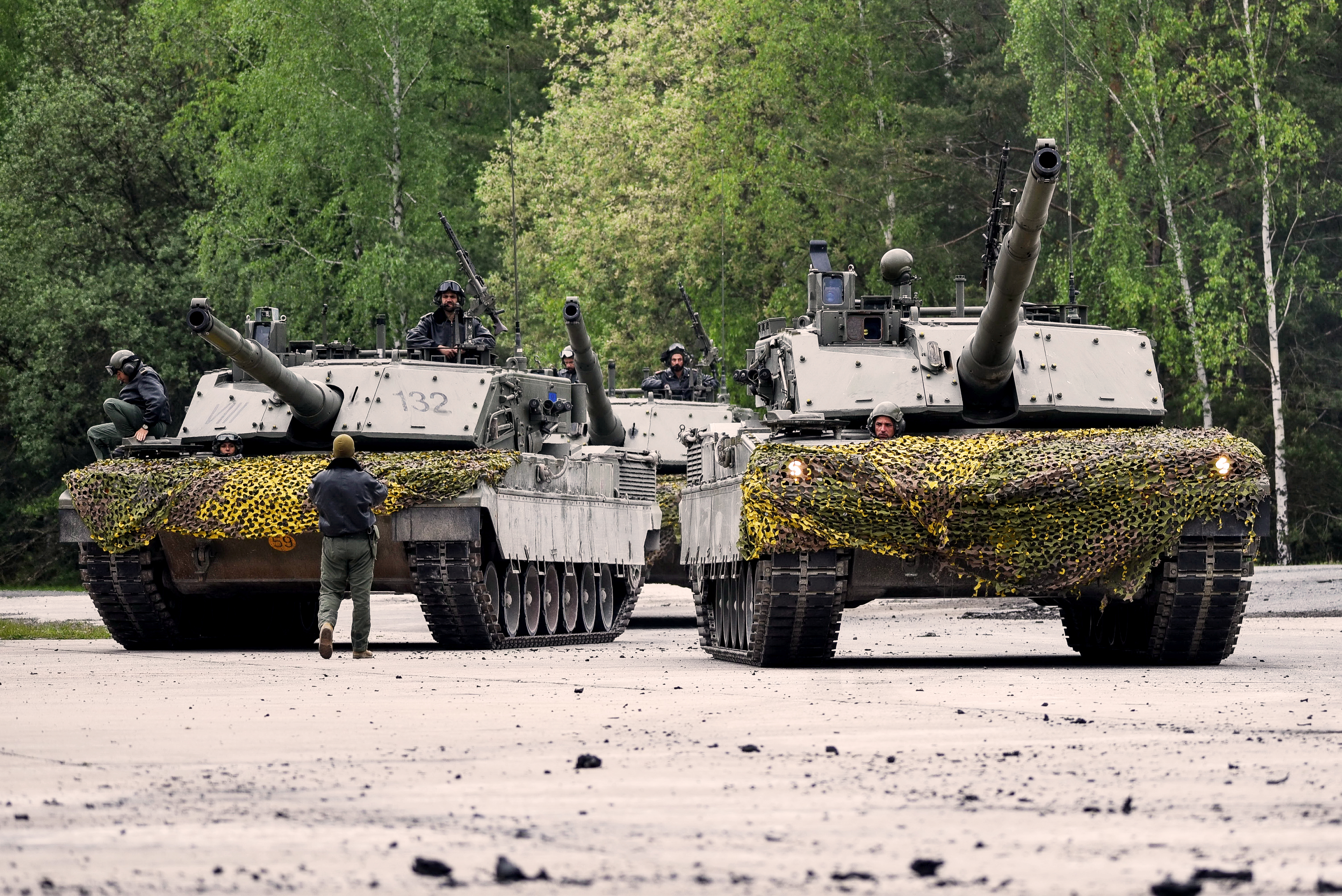
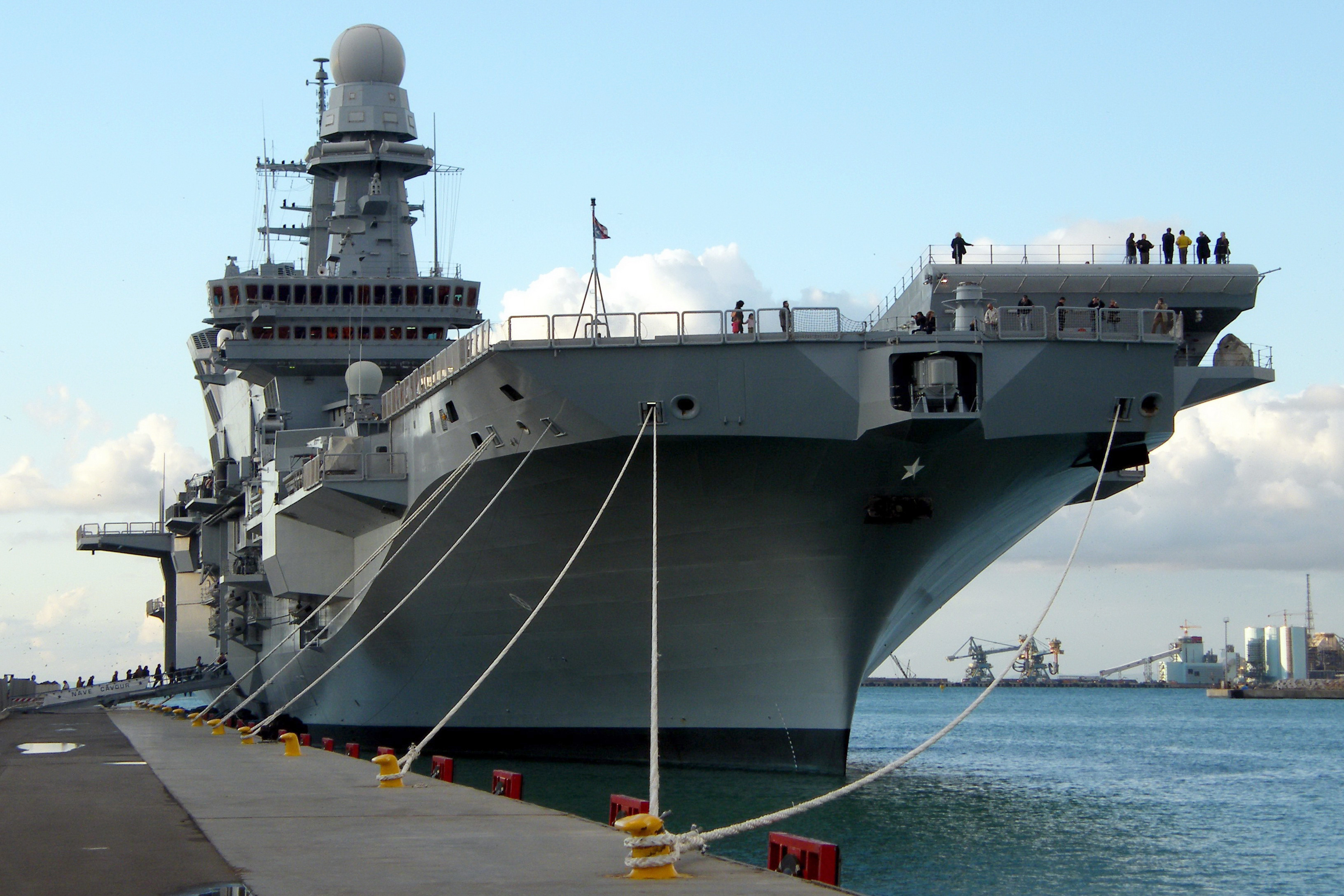
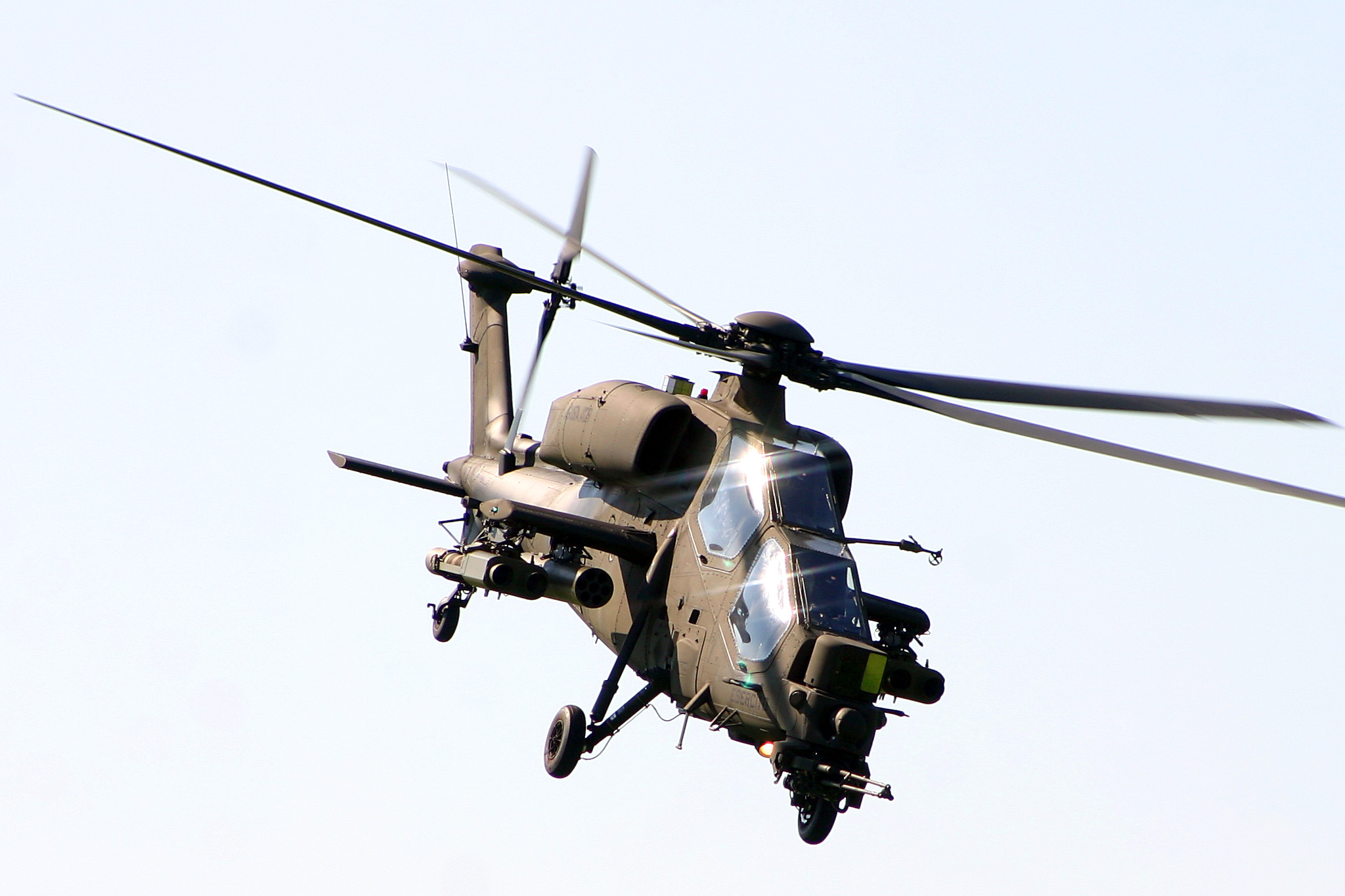
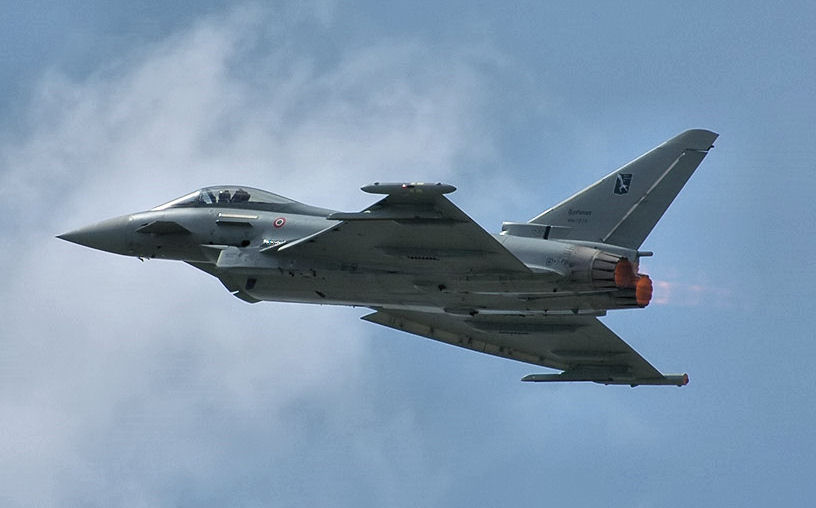
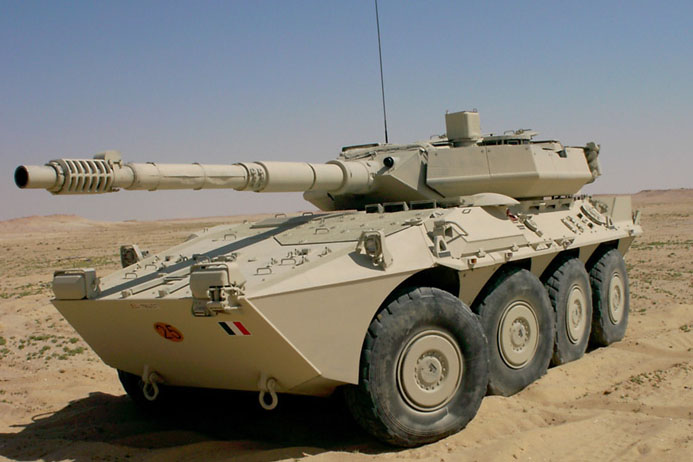
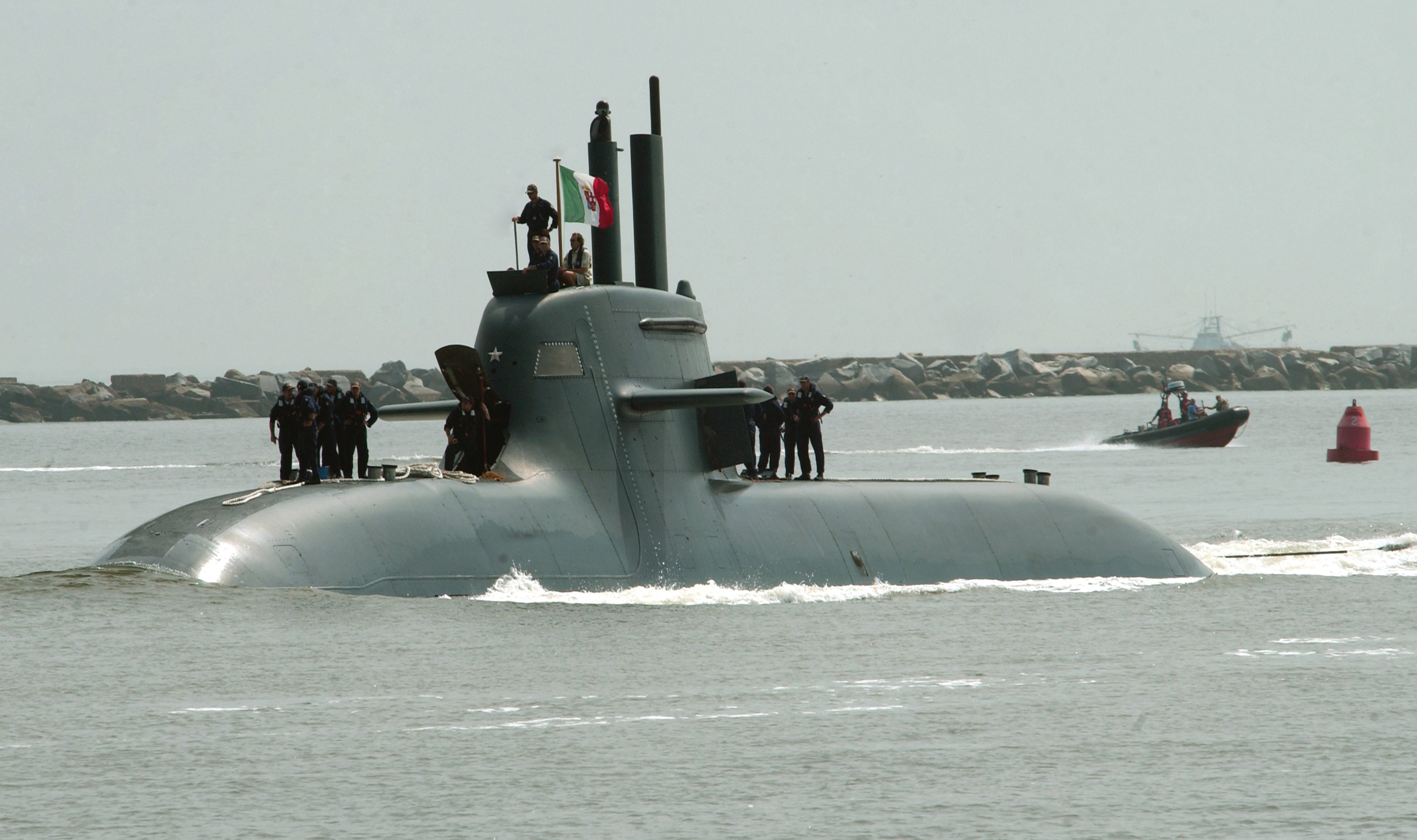